# Иогач
Иога́ч — село в Артыбашском сельском поселении Турочакского района Республики Алтай.

## Этимология
В переводе с древне-тюркского слово йагач или йыгач означает дерево.

## Географическое положение
Расположено на южном берегу, в северной оконечности Телецкого озера, близ места впадения реки Иогач в реку Бию. С других сторон населённый пункт окружён горными вершинами, самая высокая из которых Кейтек (1156 м). На противоположном берегу находится село Артыбаш, между сёлами построен мост, считающийся отметкой истока Бии из озера. Новый железобетонный мост построен в 2002 году, до этого между селами действовал деревянный низкий мост, постройка деревянного моста датируется 1963 годом.

## История
Село основано в 1952 году, когда на левом берегу Телецкого озера началось строительство домов для рабочих будущего лесопункта. Он начал свою работу в 1954 году и впоследствии вырос в градостроительное предприятие. Местность в окрестностях была заселена 400 лет назад. С середины XIX века здесь располагалось монастырское подворье Кебезенского миссионерского стана Алтайской духовной миссии Русской православной церкви.
Раскопки проводившиеся директором Бийского краеведческого музея Б. Х. Кадиковым в 1965 году на территории села Иогач завершились открытием двух древних поселений названных поселение мыс Щучий и местонахождение Баданное. Находки датируются VIII—VI вв. до н. э.,V-II вв. до н. э. и началом бронзового века соответственно. Некоторые находки хранятся в Бийском краеведческом музее.

## Население
| 2010 | 2011  | 2012  | 2013  | 2014  | 2015  | 2016  |
| ---- | ----- | ----- | ----- | ----- | ----- | ----- |
| 1289 | ↗1291 | ↘1286 | ↗1312 | ↗1313 | ↗1319 | ↗1322 |

## Экономика
Основное направление экономики Иогача — туристическая индустрия. В окрестностях находятся туристические кемпинги, базы, гостевые дома и кафе. В селе есть пристань, к которой швартуются мелкие и средние катера, а также моторные лодки.
Инфраструктура посёлка прочно связана с соседним Артыбашем. На два села действуют общие: больница, отделение «Почты России», пункт электросвязи, школа, детский сад, дом культуры, администрация и пункт полиции.
В Иогач ведёт дорога через мост над рекой Бией, которая здесь же берёт своё начало. Далее трасса, пройдя по селу, выходит на юг, в направлении нежилого посёлка Обого на реке Пыже.

## Топографические карты
- Лист карты M-45-IV Иогач. Масштаб: 1 : 200 000. Состояние местности на 1980 год. Издание 1992 г.